# Touggourt
Touggourt (arabisk: تقرت, berbisk: ⵜⵓⴳⵓⵔⵜ) er en by i den østlige del af Algeriet med 143.270 (2008) indbyggere. Den ligger i provinsen Ouargla.

## Eksterne links
- Wikimedia Commons har flere filer relateret til Touggourt